# روي ارياس
روي ارياس (22 نوفمبر 1993 بغيمارايش في البرتغال - ) هو لاعب كرة قدم برتغالي في مركز الهجوم. شارك مع منتخب البرتغال تحت 20 سنة لكرة القدم. أما مع النوادي، فقد لعب مع Vitória S.C. B ‏.

## روابط خارجية
- روي ارياس على موقع قاعدة بيانات كرة القدم.إي يو (الإنجليزية)
- روي ارياس على موقع Soccerway.com (الإنجليزية)
- روي ارياس على موقع AS.com (الإسبانية)